# Ana Gasteyer
Ana Gasteyer est une actrice américaine née le 4 mai 1967 à Washington, District of Columbia (États-Unis).

## Filmographie
- 1997 : Courting Courtney : Rosemary Colletti
- 1998 : Meet the Deedles : Mel
- 1999 : Dick, les coulisses de la présidence (Dick) : Rose Mary Woods
- 2000 : Geppetto (en) (TV) : Sra. Giovanni
- 2000 : Amour, piments et bossa nova (Woman on Top) : Claudia Hunter
- 2000 : Ce que veulent les femmes (What Women Want) : Sue Cranston
- 2001 : Escrocs (What's the Worst That Could Happen?) : Ann Marie
- 2004 : Lolita malgré moi (Mean Girls) : Cady's Mom
- 2005 : Reefer Madness (Reefer Madness: The Movie Musical) (TV) : Mae Coleman
- 2008: The Women : Pat
- 2012 : Robot and Frank de Jake Schreier : la vendeuse
- 2012 : Crazy Dad : Mrs. Ravensdale
- 2010-2014 : The Good Wife : Juge Patrice Lessner
- 2011-2014 : Suburgatory : Sheila Shay
- 2014 : The Goldbergs : Miss Cinoman
- 2015 : Les Griffin : voix
- 2015 : The Mindy Project : Barb Gurglar
- 2015 : Girls : Melanie Shapiro
- 2015 : Younger : Meredith Montgomery
- 2015 : Paul Blart 2 : Super Vigile à Las Vegas d'Andy Fickman : Mme Gundermutt
- 2016 : Grease: Live ! (TV) : Principale McGee
- 2016 : People of Earth (série télévisée) : Gina Morrison
- 2019 : Adam de Rhys Ernst : Mom
- 2019 : Un week-end à Napa (Wine Country) d'Amy Poehler : Catherine
- 2020 : Ma belle-famille, Noël et moi (Happiest Season) de Clea DuVall : Harry Levin
- 2021 : A Clüsterfünke Christmas d'Anna Dokoza : Hildy

## Imitations
Au Saturday Night Live, Ana Gasteyer imite des personnalités telles que : 
- Ann B. Davis
- Barbra Streisand
- Calista Flockhart
- Christina Aguilera
- Cynthia Nixon
- Darva Conger
- Diane Sawyer
- Elizabeth Hurley
- Geri Halliwell
- Lara Flynn Boyle (Helen Gamble dans The Practice)
- Lisa Kudrow (Phoebe Buffay dans Friends)
- Madonna
- Mia Farrow
- Renee O'Connor
- Victoria Beckham